# Liseleje
Liseleje er en kystby ud til Kattegat, 7 kilometer nord for Frederiksværk i Nordsjælland med 2.470 indbyggere  (2024). Byen hører til Region Hovedstaden, og er beliggende i Halsnæs Kommune.
Liseleje har en del fastboende, men byen karakteriseres dog primært af at have mange sommerhuse, og befolkningstallet stiger da også voldsomt i sommersæsonen.
Om sommeren er den store parkeringsplads ved stranden midtpunkt for de mange badegæster. Ved indkørslen til pladsen ligger bageren og Lisestuens restaurant. Det var her ved hjørnet af indkørslen, at det sidste bandemord i rockerkrigen fandt sted den 7. juni 1997.
I september 2010 blev en af Danmarks største naturlegepladser, kaldet "Havtyren", indviet her. Den ligger ud til parkeringspladsen ved stranden. Anlægget er finansieret af bl.a. Halsnæs Kommune, Naturstyrelsen, Liseleje Borgerforening og Erhvervsforeningen og en række fonde.
I byen lå bl.a. også kursuscenteret Lisegården. Kursuscentret nedbrændte om aftenen d. 22. august 2015. En nedfalden såkaldt 'kinesisk lampe' med ild som opdrift var faldet ned i stråtaget. Lisegårdens brandtomt blev efterfølgende i ultimo februar 2016 nedrevet og bortkørt. Lisegården, hvor de oprindelige bygninger var fra 1725, blev ikke genopført.

## Historie
Liseleje blev grundlagt af den driftige industrimand og generalmajor Johan Frederik Classen. I 1751 tog han initiativ til at grundlægge det første af to fiskerlejer i området, nemlig Sølager og Liseleje. I sine bestræbelser på at skaffe befolkningen på og omkring sit krudtværk og sit gods bedre levevilkår, havde Classen besluttet at gøre noget for de spredte fiskerbefolkninger, som han i øvrigt jævnligt overlod redskaber og både. I 1751 opførte Generalmajor Classen det første fiskerhus i Liseleje, som efterfølgende er blevet kaldt Pæretræet. Sidenhen i 1784 begyndte opførelsen af det første hus på Liselejestranden. Det blev efterfulgt af tre andre i de nærmeste år. Historien fortæller, at General Classen med sin hustru og hendes datter Lise de la Calmette med firspand tog fra Frederiksværk på besøg i Liseleje. Han gav stedet navn efter sin smukke steddatter, hvis fulde navn var Anna Cathrina Elisabeth, men som altid blev kaldt Lise.
Da Classen døde, gik den nye by mere eller mindre i stå. De fire først opførte fiskerhuse langs den barske og nøgne kyst fik ikke mange efterfølgere. I 1860 var der 12 huse i Liseleje.
Men da jernbanen til Frederiksværk blev åbnet i 1897, blev det meget lettere for den københavnske befolkning at komme på landet. Den første sommervilla i Liseleje blev bygget i 1898 på vejen ud mod Hyllingebjerg. Og i 1901 kom det første pensionat. Liseleje var klar til at blive en sommerby.

## Seværdigheder
- Ishuset i LiselejeIshuset i Liseleje